# Citrogramma flavigena
Citrogramma flavigena är en tvåvingeart som beskrevs av Colin W. Wyatt 1991. Citrogramma flavigena ingår i släktet Citrogramma och familjen blomflugor. Inga underarter finns listade i Catalogue of Life.